# Oberdill (Starnberg)
Oberdill ist ein Weiler innerhalb der oberbayerischen Kreisstadt Starnberg. Das Bayerische Landesamt für Statistik führt Oberdill als eigenständigen Ortsteil Starnbergs. Gemeindepolitisch ist die Ansiedlung dem Starnberger Ortsteil Wangen zugehörig, zu dessen Verwaltungsbereich sie bis zur Eingemeindung am 1. Mai 1978 gehörte.

## Lage
Oberdill (nicht zu verwechseln mit dem gleichnamigen Oberdill im Grünwalder Forst) liegt im äußersten Nordosten der Stadt Starnberg an der Grenze zwischen den Landkreisen Starnberg und München. Im Norden und Osten wird es begrenzt von dem gemeindefreien Gebiet des Forstenrieder Parks. Der an der Autobahn München–Garmisch-Partenkirchen (A 95) gelegene Weiler ist über die Olympiastraße (Staatsstraße 2065) zwischen München und Starnberg zu erreichen.

## Geschichte

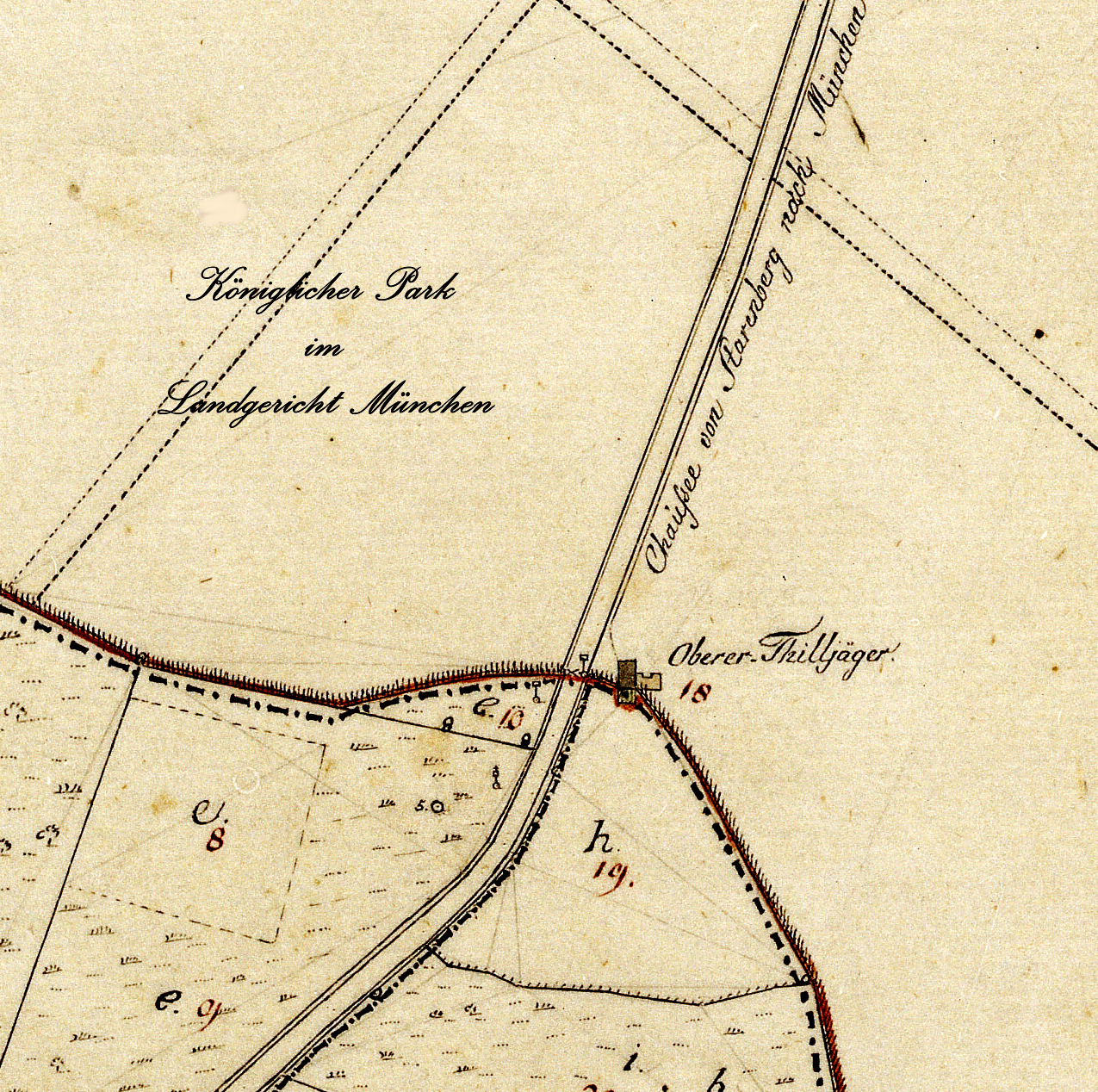
Der „Obere Thilljäger“ auf der Flurkarte von 1809

Dill war ein Flurname zu mittelhochdeutsch tülle (‚Zaun, Hag‘). Der Münchner Stadtchronist und Bürgermeister Jörg Kazmair erzählt, dass 1403 „ain gross tül“ zwischen München und der Herzogsburg gebaut wurde. Das Wort ging in abgewandelter Form auf den Wohnsitz eines königlichen Revierjägers über, der im südlichen Bereich des damaligen „Königlichen Parks“ seinen Dienst versah. Die Flurkarte von 1809 verzeichnet als Hausname „Oberer Thilljäger“. Der Standort des Jagdhauses an der Chaussee von Starnberg nach München markierte zugleich die administrative Grenze, an der der Zuständigkeitsbereich des Landgerichts München begann. In anderen Karten erscheinen als alternative Schreibweisen Dilljäger oder Dieljäger. Im Gegensatz dazu wurde das Anwesen des für den nördlichen Bereich des Parks zuständigen Jägers mit „Unterdieljäger“ bezeichnet. Es bildete den Kern des heutigen Münchner Stadtviertels Unterdill.

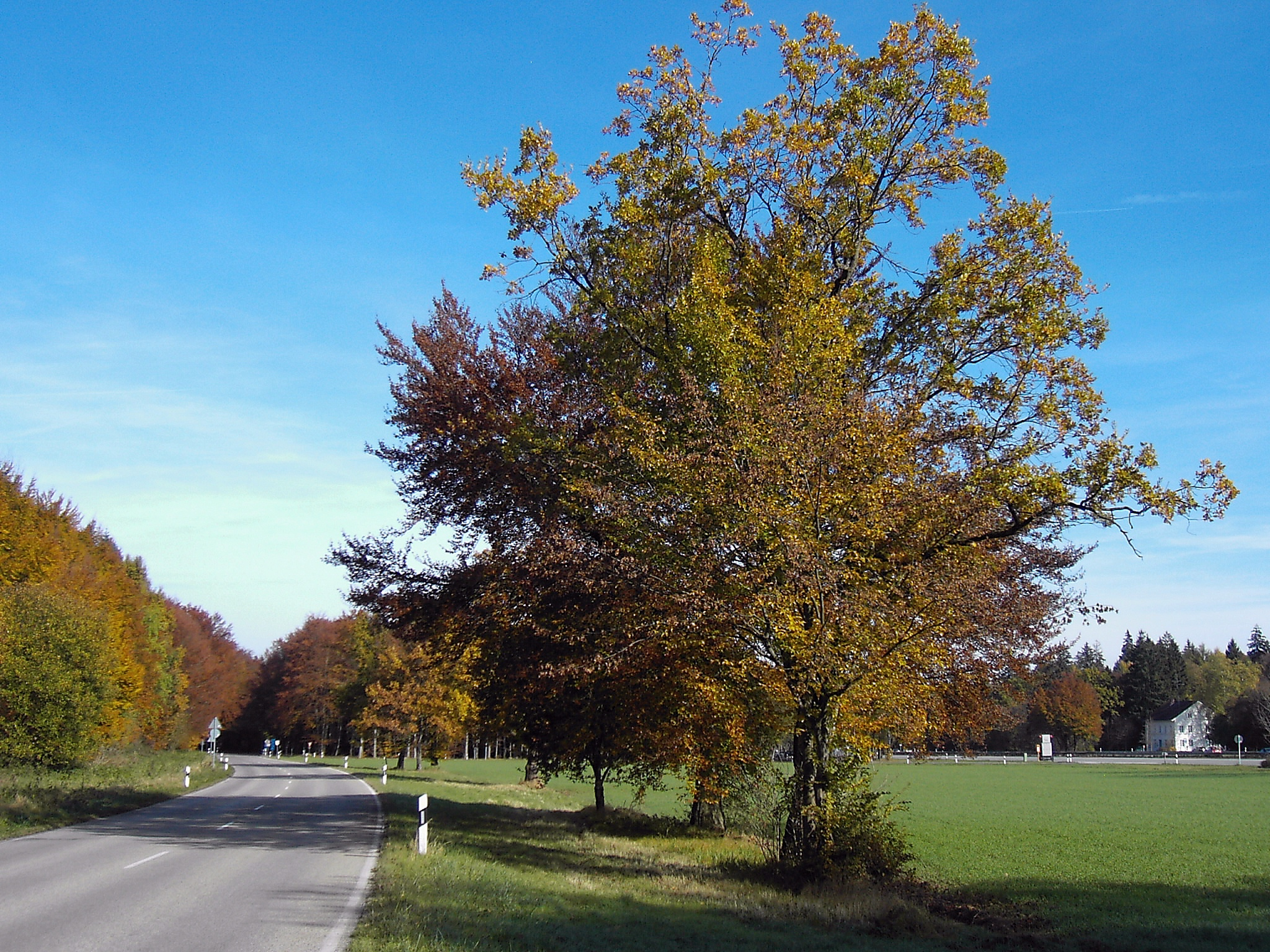
Oberdill. Die St2065 links, die A 95 und das ehemalige Forsthaus rechts im Bild.

Bei der Gemeindebildung von 1818 wurde Oberdieljäger wie Unterdieljäger zu einem Gemeindeteil der Gemeinde Forstenried. Wegen der großen Entfernung zum Zentralort ließ der Förster von Oberdill seine Kinder jedoch auf die Schule im näher gelegenen, aber zur Gemeinde Percha gehörenden Ort Wangen gehen, was zu Verstimmungen zwischen den beiden Gemeinden führte.
Durch eine geringfügige Grenzverschiebung wurde das Anwesen im 19. Jahrhundert aus dem Areal des heutigen Forstenrieder Parks ausgegliedert. In den Katasterblättern von 1866 erschien es als „Oberdilljäger“ in der Gemeinde Percha mit der Bemerkung, dass der Königliche Revierjäger Georg Dillis den Besitz 1841 von seinem Vater übernommen habe. Im Ortschaftenverzeichnis von 1928 verkürzte sich der Name auf das heute gebräuchliche „Oberdill“. Es beschreibt den Ort als Einöde mit einem auch forstwirtschaftlich genutztem Wohngebäude und 19 Einwohnern.
Anlässlich der Olympischen Winterspiele 1936 wurde die Chaussee zwischen Starnberg und München ausgebaut. Die Besitzer des alten Jagdhauses nutzten die vorteilhafte Lage an der jetzt „Olympiastraße“ genannten Chaussee und erweiterten es um den Gasthof „Forsthaus Oberdill“. Der Bau der Autobahn 95, die bei Oberdill auf der Trasse der alten Chaussee verläuft, bedeutete 1964 das Ende des beliebten Ausflugslokals. Seither befinden sich in dem Gebäude die Diensträume der Autobahnpolizei.

## Sehenswertes

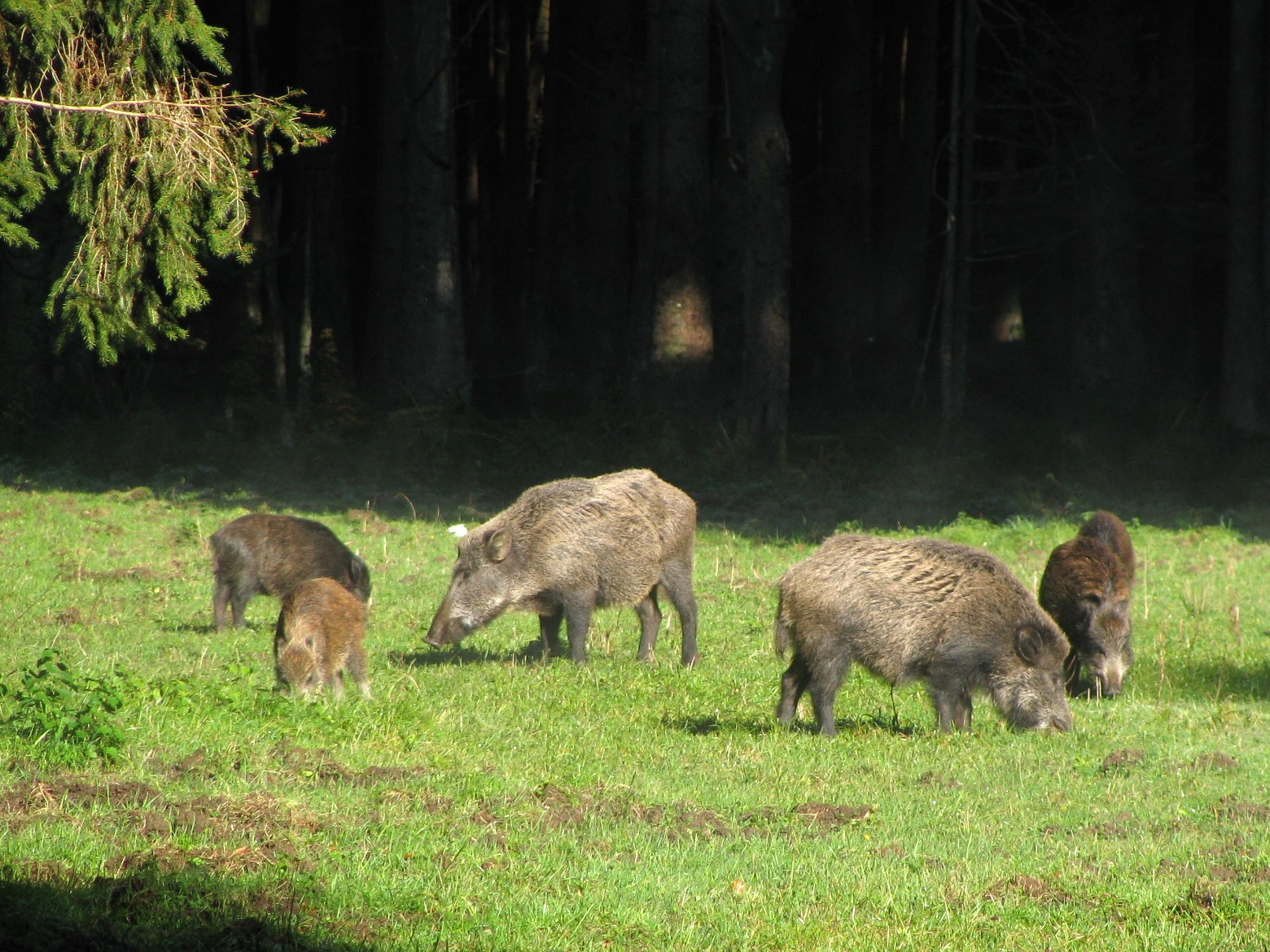
Wildschweine auf einer Lichtung nahe Oberdill

In Oberdill befindet sich einer der Zugänge zu den Wanderwegen im umzäunten Teil des Forstenrieder Parks.
Das ehemalige Jagdgebiet des bayerischen Herrscherhauses ist heute ein Wildpark. In dem fast 20 Quadratkilometer großen Gelände wird die südwestliche Gegend um Oberdill gerne besucht. Am Rande zweier Wildruhezonen lassen sich die Wildtiere hier besonders gut in ihrem natürlichen Lebensraum beobachten.